# Signify
Signify est une entreprise néerlandaise spécialisée dans la conception et la production d'éclairage. 
La société est cotée en bourse  Euronext Amsterdam -  Compartiment A et figure dans les indices :  AMX,  Next 150, PEA 

## Histoire
Elle est issue de la scission et de l'introduction en bourse en mai 2016 des activités éclairages de Philips. Elle a changé de nom en mai 2018 passant de Philips Lighting à Signify.
En octobre 2019, Signify annonce l'acquisition de Cooper Lighting, une filiale de Eaton spécialisée dans l'éclairage, pour 1,4 milliard de dollars.

## Activité

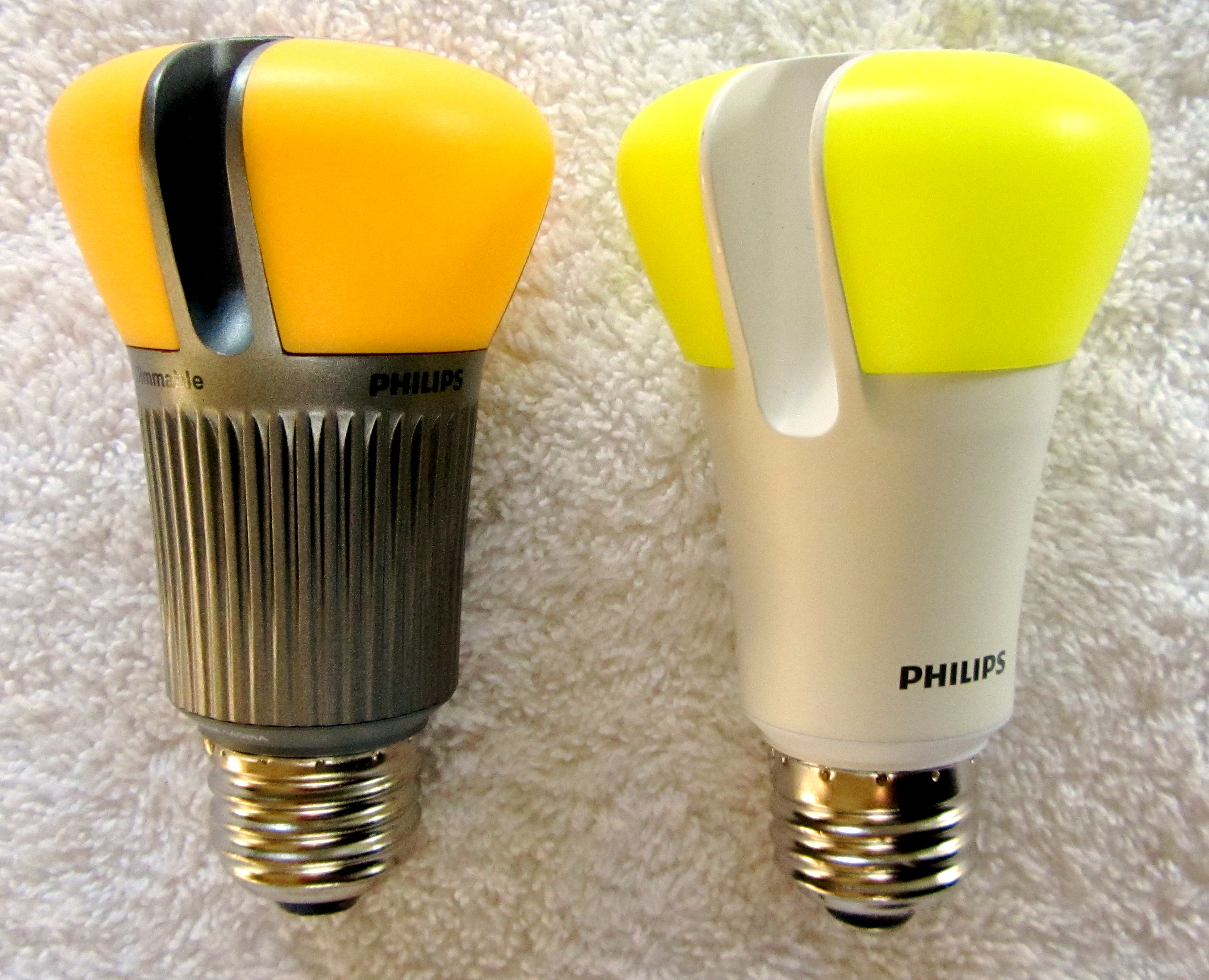
deux ampoule DEL par Philips.

Philips développait au sein de l’activité Lighting des solutions d’éclairage pour les professionnels adaptés à plusieurs types d’applications : bureaux, extérieur (villes et monuments), paysage, scolaire, commerces, hôtellerie, santé, industrie. Le segment professionnel couvre plusieurs catégories de produits : lampes professionnelles ; luminaires professionnels ; solutions DEL ; ballasts ; systèmes de gestion de l’éclairage ; éclairage automobile.
Les solutions d’éclairage pour les particuliers comprennent : ampoules à économie d’énergie ; ampoules et luminaires DEL ; luminaires ; éclairage d’ambiance à changement de couleurs ; domotique ; IFEP (Institut de Formation Éclairage Professionnel).

### Production
La production de lampes LED a largement été externalisée par l'entreprise en Chine, Signify a annoncé en 2019 vouloir produire davantage en interne en achetant 51% d'un fabricant chinois de lampes LED.
En 2019, Signify ferme une usine de production de lampes à vapeur de sodium située à Hamilton (Écosse).
En 2021, Signify annonce la fermeture du site de Tupelo aux États-Unis d'ici la fin de l'année. La décision doit entrainer la perte de 135 emplois.

## Actionnaires
Liste des principaux actionnaires au 18 octobre 2019.
| Koninklijke Philips                             | 15,0%   |
| Dimensional Fund Advisors                       | 3,00%   |
| Signify (autocontrôle)                          | 1,75%   |
| Norges Bank Investment Management               | 0,78%   |
| JPMorgan Chase Bank, NA (Investment Management) | 0,23%   |
| Triodos Investment Management                   | 0,21%   |
| Ignis Investment Services                       | 0,15%   |
| Éric Rondolat                                   | 0,034%  |
| Goldman Sachs Asset Management                  | 0,027%  |
| René van Schooten                               | 0,0097% |